# Mangaldai
Mangaldai ou Mangaldoi (Assamais: মঙলদৈ) est une ville et une municipalité du district de Darrang de l’État d’Assam en Inde. Nommé "Mangaldahi" en référence à la fille de Raja de Darrang, qui a été marié avec le roi Ahom Pratap Singha.
Mangaldai est le quartier général du discrict de Darrang. Sa population est estimée entre 26 220 habitants d'après le recensement de 2010.
C'est un lieu important du commerce de produit agricole de la région.